# Bacsó István (fafaragó)
Bacsó István (Borsodszirák, 1923. január 15. – Kazincbarcika, 2007.) fafaragó, festő, költő, az Izsó Miklós Képzőművészeti Kör alapító tagja.
A Kazincbarcikán élt autodidakta művész számtalan tevékenységben bizonyította tehetségét: foglalkozott fafaragással, festéssel, versírással.

## Élete
1923. január 15-én Borsodszirákon, a család első gyermekeként született. Sajószentpéterre, majd 1933-ban Sajókazincra költöztek. Szülei gazdasági cselédek voltak. 
Sajószentpéteren elkezdte az elemi iskolát. Igen jófejű gyermek, de a megnőtt család nem tudta nélkülözni, így 13 évesen abbahagyta az iskolát, urasági kocsikísérő gyereknek állt. Ezeket a keserves éveket versben is megörökítette.
1939-től 1941-ig suszterinas Sajószentpéteren. 1941-ben, 18 évesen bányász lett Berentén, ahol a föld alatti munkát választotta. 1943. októberben bevonult katonának, a rétsági páncélosalakulathoz került, majd gyors alaki és harckocsi-vezetői kiképzés után a keleti front következett, ahol lőszert és üzemanyagot szállított a harcoló alakulathoz. A front 1944 őszén már Magyarországon volt, és Budapesthez közeledett, amikor 1944. november 20-án az Ecser és Üllő közötti harcokban szovjet fogságba került. Kecskeméten, és a romániai Foscsányiban lévő gyűjtőtábor után kijevi hadifogságba esett.
1948. év őszén visszakerül Sajókazincra, ahol családot alapított, egy fia, és egy leánya született. A bányászkodást 1976-os nyugdíjazásáig folytatta.

## A művész
Bacsó István a fárasztó fizikai munka mellett aktívan foglalkozott művészeti tevékenységekkel. Gyermekkorában sokat olvasott, legényként gombos húzóharmonikával szórakoztatta vasárnaponként a kazinci főutcán sétálókat.
Később rajzolással, majd festéssel próbálkozott. Az 1970-es évek elején verseket írt. „Több mint 100 vers került ki a tollából. Írt a szülőfalujáról, a bányamunkáról, a hadifogságról és életének más nagy eseményeiről, gyerekeiről, s nem egy versében írt hűséges társáról, a feleségéről. Közben állandóan vívódott magában: elfogadják-e egy hat elemit végzett bányászember verseit?”
1972-ben az alkotási vágy hatására fafaragáshoz kezd. Magyar András ormosbányai bányász alkotásai keltik fel érdeklődését.
„Tőle kapott a megmunkálásra faanyagot és szerszámokat a maga festette három darab Csendéletért cserébe. Tagja lett az akkoriban alakult Izsó Miklós Képzőművészeti Körnek, ahol Palcsó Dezső és Szerdahelyi Sándor festőművészek útmutatásai nyomán fejlesztette alkotói készségét és tudását. Azóta munkáival, amely több száz darabból áll, több kiállításon ismerkedhetett meg a faszobrászatot kedvelő közönség.”
Később már ő támogatott szárnybontogató tehetségeket (például: Tóth Lórántot).